# Gäddtjärnen (Lima socken, Dalarna, 674979-134884)
Gäddtjärnen är en sjö i Malung-Sälens kommun i Dalarna och ingår i Göta älvs huvudavrinningsområde.